# Silenciador
|  | No s'ha de confondre amb silenciador de vehicles de motor. |

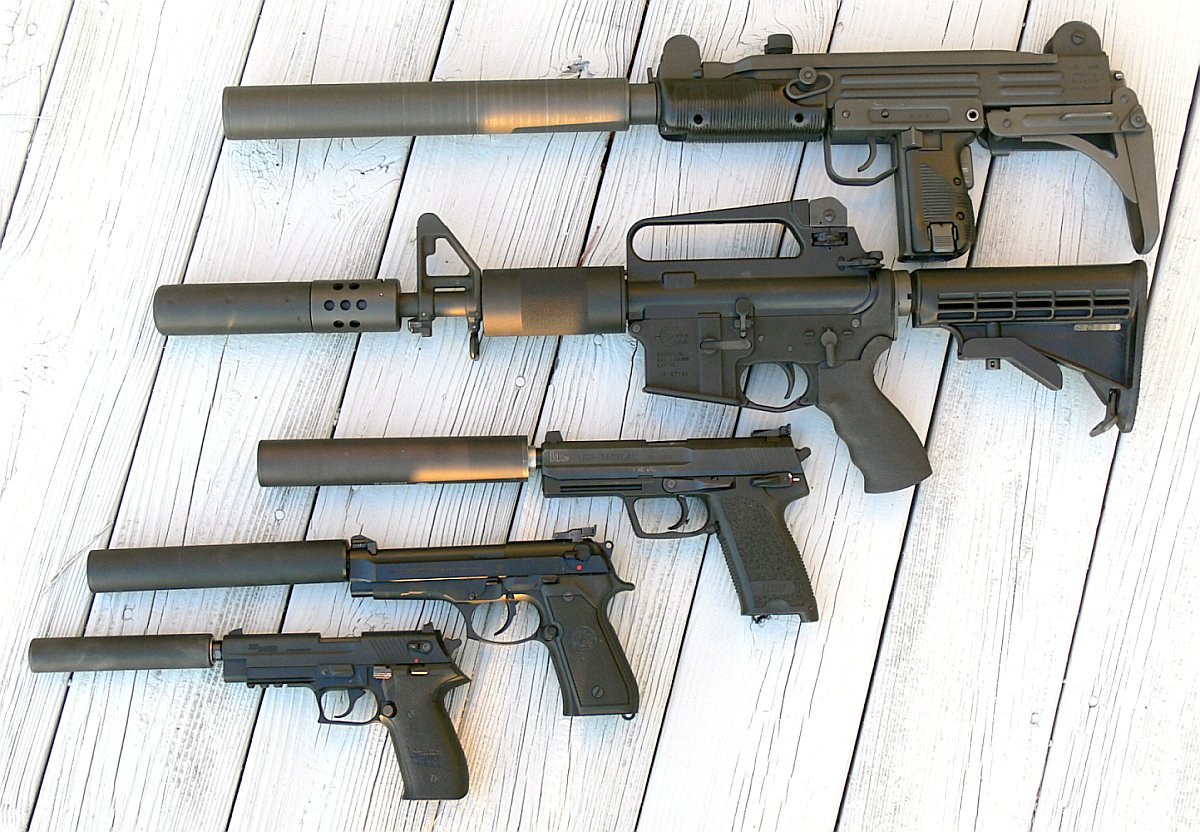
Diverses armes de foc proveïdes de silenciadors.

Un silenciador és un dispositiu, comunament de forma cilíndrica i de longitud i diàmetre variable, amb finalitat de reduir o eliminar sorolls forts.

## Funcionament
Diversos són els fins que es persegueix amb aquest dispositiu. Entre ells hi ha el d'operacions especials encobertes de cossos d'elit i grups tàctics o les activitats criminals, on la discreció és vital. Així mateix l'ús dels silenciadors ha arribat fins esportius, en alguns països s'ha tornat obligatori l'ús de silenciadors en esdeveniments esportius de caça per evitar la pol·lució de l'entorn per soroll.
La història dels silenciadors data de l'època de les "armes modernes" del segle xix. Es compten amb diverses patents dels més diversos models i mètodes de silenciament per a armes de foc, independentment de l'ús o calibre de cartutx d'aquestes.
No obstant això fou Hiram Percy Maxim, fill de l'inventor Hiram Stevens Maxim, qui van desenvolupar i patentar el disseny més estès.
Fonamentalment és un tub cilíndric amb tapes en ambdós extrems, en una de les quals es troba un maniguet roscat per a coincidir amb la boca del canó. Gairebé en la seva majoria aquests silenciadors van ser projectats per funcionar amb fusells. L'interior del cilindre (llauna en argot militar) està dividit en diverses sub-seccions (càmeres) per volanderes fent de deflectors aerodinàmics de diferents perfils (depenent del model). Aquesta és la més simple de les accepcions del concepte del silenciador. El que es busca és contenir el més possible l'ona sonora produïda per la violenta inflamació i emissió de gasos produït per l'explosió. En cada càmera es queda una part d'aquesta emissió de gasos, que és el que provoca el fort so de la detonació.
Cal aclarir que s'ha de deixar de banda la creença popular, alimentada per les pel·lícules d'acció, televisió i videojocs, on un petitíssim additament elimina en un 100% el so de la detonació de l'arma. En moltes pel·lícules, com ara les de James Bond indiquen que basta un petit tros de metall per suprimir gairebé per complet el soroll original i se sent tot just un xiulet. En molts videojocs on s'usen armes, usen la mateixa idea. No obstant això, cal considerar que no és possible eliminar del tot el soroll de l'explosió. A més també cal tenir en compte el so que produeix la bala al xocar amb l'aire a una alta velocitat, sons que el silenciador no pot eliminar per complet.
La realitat és que existeixen diversos factors que afecten l'efectivitat d'un silenciador, i també són diverses les solucions proposades per aconseguir el millor resultat.
Dins dels factors a considerar es troben:
- Tipus de missió
- Tipus d'arma
- Calibre de l'arma
- Tipus de munició
- Rang d'efectivitat
- Mida dels components
- Materials dels components

D'això majorment depèn el tipus de solució que s'aplicarà. Per raons òbvies no s'esmentaran solucions pràctiques ni fotos o diagrames.

### Tipus de missió
En la seva majoria, els franctirador militars prefereixen fusells de repetició manual en calibre 7,62 mm i alguns en 5,56 mm, ja que facilita el carregament per ser calibres de llarg ús en les milícies de diversos països. Com que la precisió compte (seguint el lema un tret, una baixa), no s'utilitzen silenciadors a boca obturada.
Aquí és on Sir Hiram Pierci va subministrar la solució més efectiva: càmeres múltiples.
A aquesta solució se li ha agregat sistemes d'absorció tèrmic-acústica com ara malla d'acer o coure, discos dels mateixos materials o llana metàl·lica. Aquest tipus de materials a part d'absorbir gran quantitat de calor, esmorteeixen l'ona expansiva. A més aquest tipus de solució no requereix major modificació de l'arma més que la de l'acoblament del dispositiu.
Un altre tipus de silenciador en ús és el que conté espirals oposades en la seva disposició a l'interior del cilindre. Les espirals generen turbulència anul·lant granment la força de l'ona inicial. Quan es pot sacrificar una mica la precisió s'obtura la boca del silenciador amb gomes o diafragmes elàstics. Fins i tot es pot obturar cadascuna de les càmeres amb diafragmes.
L'inconvenient principal és que per molt elàstics que siguin aquests components, en entrar en contacte amb la bala la desestabilitzen i afecten dos factors fonamentals: precisió i abast, per això s'utilitzen per a operacions de rangs mitjans i curts. Per obvietat aquest tipus de treball requereix un altre tipus d'arma.
Per acabar amb l'expedient dels franctiradors, normalment les operacions s'executen a grans distàncies de manera que un silenciament baix és més que suficient.

### Tipus d'arma
Silenciadors existeixen per virtualment qualsevol tipus d'armament, des de pistoles de baix calibre fins per a peces d'artilleria (en desús) passant per metralladores, llançagranades i escopetes. Com es va veure en la secció de tipus de missió, això va de la mà amb l'arma a utilitzar i la tàctica a seguir. Tots aquests factors sempre estan fortament interrelacionats.
Per a serveis d'espionatge i operacions encobertes es prefereixen les pistoles de baix calibre com a arma principal ofensiva (terme una miqueta contradictori). És cèlebre la Walther PPK calibre 7,65 x 17 de James Bond amb silenciador de la mateixa firma. D'aquí es desprèn que no és requisit l'arma de més alt calibre per a un millor treball.
De fet, els calibres petits són els més idonis per silenciar. El 22 Magnum curt és fàcilment silenciable, així fins a arribar al .32 ACP. Aquí entra en joc un altre factor: La freqüència. Una arma produeix, depenent del calibre i del tipus de munició, una intensitat variable de soroll, però la freqüència del soroll és un altre assumpte. En l'esmentat calibre .22 de percussió anular encara que els decibels generats són menors que en una .45 ACP la freqüència és més alta. Tanmateix, això és fàcilment manejable. A partir del calibre 380 ACP i seguint amb tota la família de 9 mm Parabellum, s'ha de començar a utilitzar solucions més dràstiques. Per al cas de la .45 ACP, es complica una mica més, però McNight Industries les ha enginyat molt bé per fer callar a la HK Mk 23.
Els fusells, com es va esmentar, per les seves característiques es manegen d'una manera relativament senzilla. Les escopetes poden emprar un silenciador solament sí que s'utilitza únicament Slugs (Cartutx Brennecke i similars). Els cartutxos de perdigons o postes destruirien irremeiablement el dispositiu, també podent ferir greument a l'usuari. Els subfusells han estat objecte de silenciament per part de diversos fabricants, com ara les MAC silenciades de Gordon Ingram en calibres 380 ACP i .45 ACP.
HK té la sèrie MP5 SD amb importants modificacions en el canó i adopta una excel·lent solució en el silenciador per no comprometre la precisió i estabilitat.
Existeixen llençagranades Armbrust silenciats, però seria entrar a l'àrea d'Armes Silenciades, que en qüestions tàctiques no és el mateix que Armes amb Silenciador

### Tipus de munició
Es va comentar que qualsevol calibre és susceptible de silenciament però implica diferent aproximació per solucionar les seves peculiaritats específiques, ja que per cada calibre existeixen variacions referents al seu acompliment (velocitat).
Pel que fa als calibres militars per excel·lència es poden aconseguir diferents especificacions pel que fa a la velocitat de la bala. Les municions+P i+P+no són recomanables per usar amb silenciador. De fet diversos fabricants no recomanen l'ús d'aquest tipus de munició doncs compromet la vida útil dels components de l'arma.
Primer, perquè en ser més potents redueixen l'èxit del dispositiu; segon, perquè en el cas de silenciadors de diafragmes aquests es deterioren ràpidament.
Es fabriquen, encara que restringits a ús militar, municions específiques de baixa velocitat en diferents calibres per ser usades amb silenciador.
En el cas dels subfusells, el silenciador és efectiu en foc semiautomàtic però no en foc automàtic. A més, l'acumulació de dipòsits de residus dels múltiples trets redueix l'efectivitat del dispositiu.
En el cas d'escopetes existeix un cartutx denominat Silentshot el qual és en si un cartutx silenciat.
Els cartutxos amb bala expansiva, explosiva, de fragmentació o incendiària mai han de ser usats amb silenciador doncs podrien provocar danys al mateix i severes ferides a l'operador.

## Silenciadors segons els seus components

### Absorció tèrmica
Ja es va esmentar que s'utilitzen malles metàl·liques i discos del mateix material en acer o coure per la seva excel·lent conductivitat tèrmica, el que implica la reducció de la temperatura dels gasos de la detonació. També s'utilitza llana metàl·lica per esmorteir l'impacte inicial de la detonació tal com s'usa en els silenciadors d'automòbils.
Són la classe menys duradora de totes, ja que es deterioren amb facilitat i acumulen els residus de la combustió incrustant-los en les malles metàl·liques, perdent eficàcia progressivament en forma irreversible. Donen molt bon resultat en calibre .22 LR i són de fabricació summament senzilla.

### Diafragmes
S'utilitzen per obturar la boca del silenciador i contenir els gasos al seu interior. Aquests han de ser canviats amb freqüència pel ràpid desgast a què són sotmesos pel frec a alta velocitat i les altes temperatures a què són exposats.

### Espirals
Es compten amb espirals oposades les quals sotmeten a girs i turbulències en sentits contraris els gasos de la detonació anul·lant en certa manera la seva velocitat i pressió.

### Cambres múltiples
El cilindre del silenciador se subdivideix en forma interna amb deflectors en diverses càmeres a les quals es frenen parcialment els gasos de la detonació

### Dispositius mecànics
Alguns sistemes inclouen ressorts retenint altres sub-sistemes de tal forma que esmorteeixin el moviment dels gasos.
Altres inclouen turbines (Walter-Huebner) i altres dispositius interns que generalment s'encarreguen de crear turbulències que disminueixin la pressió interna i redueixen el soroll.
Alguns dispositius mecànics serveixen per transmetre el moviment des del lloc en què es produeix fins a la peça que interessa mover.Entre ells les politges, sistema de cadenes i pinyons, els engranatges i el sistema biela-manibela.

### Mixtes
Contenen dos o més de sistemes dels citats anteriorment.

## Armes silenciades
Una arma silenciada és aquella que ha sofert severes modificacions o que va ser dissenyada des d'un principi amb aquesta finalitat. Per descomptat que compta amb un silenciador el qual pot ser desmuntable o ser part integral de l'arma (el que és poc pràctic).
Entre les modificacions a què se sotmet una arma o es dissenya tal qual es troba el tub canó.
A aquest se li practiquen diverses perforacions al llarg del mateix (depenent del dissenyador varien en nombre, angle, diàmetre i espaiament) el que ajuda a la reducció de la velocitat de l'ogiva i promou la fuita de gasos cap a les càmeres d'expansió del silenciador el qual cobreix aquesta part del tub canó.

Aquestes armes també compten amb mecanismes que bloquegen la reculada de la corredissa o del forrellat per evitar fuites de gasos durant el procés de recàrrega de la recambra.
Una altra de les seves peculiaritats és que compten, algunes, amb recobriments en l'àrea de la recamara per reduir el soroll del mecanisme el qual també és font important de soroll.
En el cas dels revòlvers es dificulta molt un correcte silenciament, ja que per la ranura entre el tambor i la part posterior del canó hi ha una important fuita de gasos i, per tant, són una font de soroll.
Només el revòlver Nagant comptava amb un mecanisme que impedia això, en conjunt amb un cartutx el disseny facilitava la instal·lació i ús d'un silenciador.